# St Mary’s Church (Nottingham)

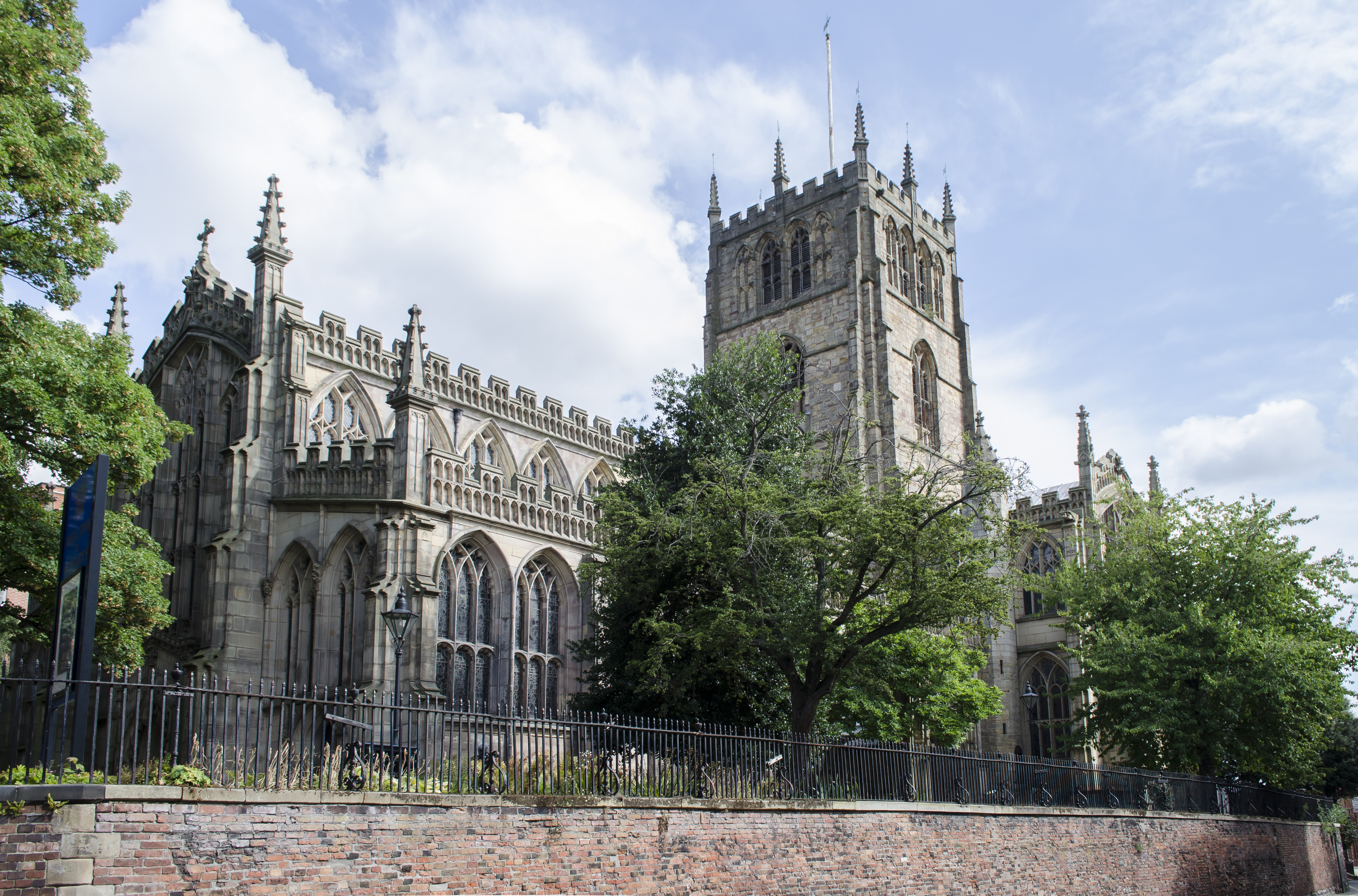
St Mary’s Church, Nottingham

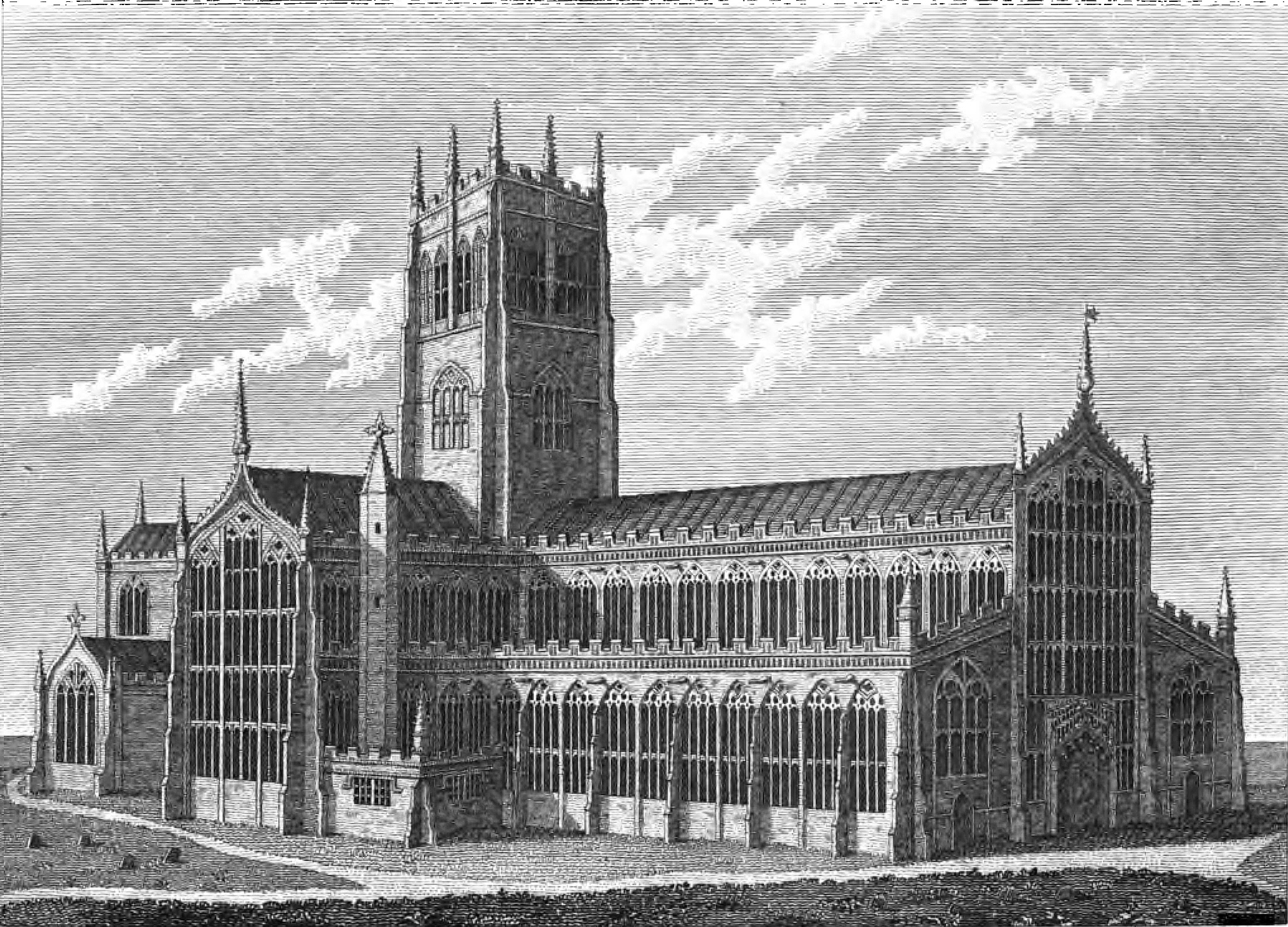
St Mary’s Church mit alter Fassade (Kupferstich nach einer Zeichnung von Wenceslaus Hollar, 1677)

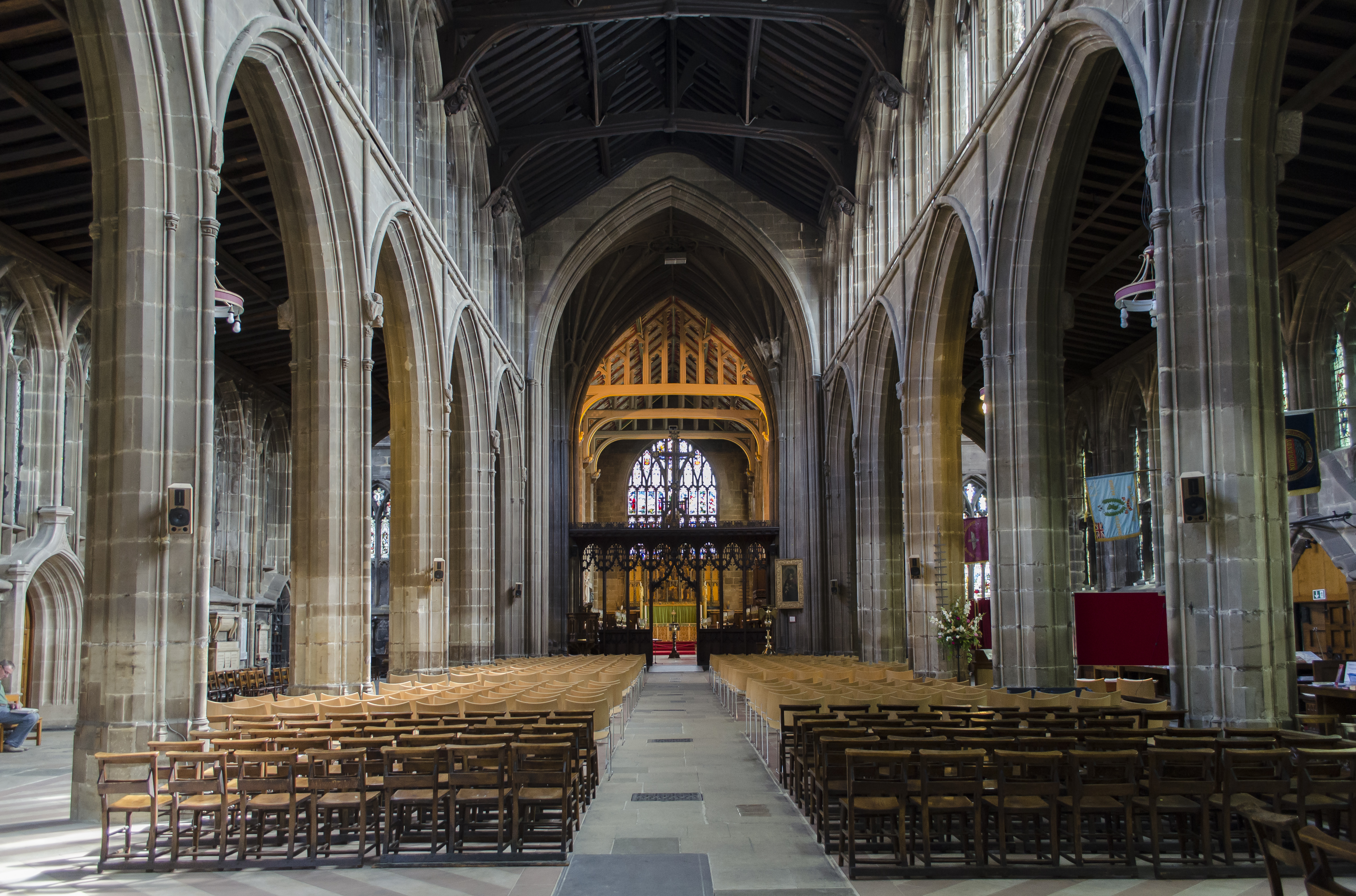
Langhaus, Vierung und Chor

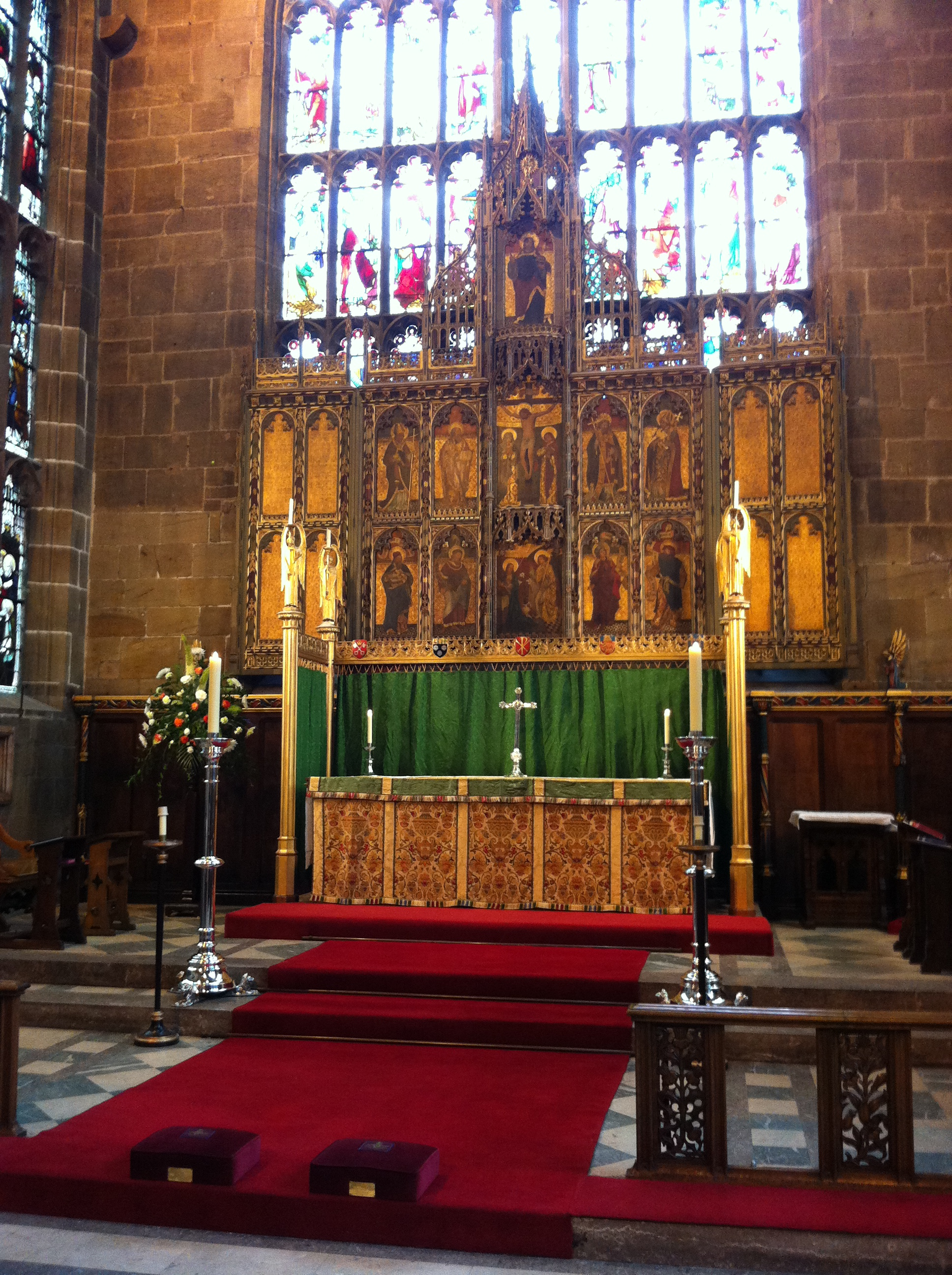
Altar, Rückwand und Chorfenster

Die der Church of England zugehörige St Mary’s Church (auch als St Mary in the Lace Market bezeichnet) in der mittelenglischen Großstadt Nottingham in der Grafschaft (county) Nottinghamshire ist eine zu Ehren der Gottesmutter Maria geweihte Pfarrkirche (parish church); sie ist als Grade-I-Bauwerk eingestuft und gehört zum Major Churches Network.

## Lage
Die knapp 350.000 Einwohner zählende Großstadt Nottingham liegt am River Trent zwischen den jeweils etwa 70 km (Fahrtstrecke) entfernten Industriestädten Birmingham im Südwesten bzw. Sheffield im Norden in einer Höhe von 65 m; bis nach London sind es ungefähr 190 km in südöstlicher Richtung. Die St Mary’s Church befindet sich im Südosten der Altstadt.

## Geschichte
Eine im Domesday Book (1086) erwähnte Kirche dürfte noch angelsächsischen Ursprungs gewesen sein. Die heutige Kirche stammt weitestgehend aus der Zeit zwischen ca. 1375 und 1510; lediglich der Vierungsturm wurde in der Regierungszeit Heinrichs VIII. (1509–1547) hinzugefügt. Die Kirche war damals im Besitz der benachbarten Lenton Priory, die jedoch in der Zeit der Auflösung der englischen Klöster (1536–1541) abgerissen wurde. Die St Mary’s Church wurde weiterhin als Pfarrkirche genutzt, später dann auch als Schule oder Maschinenhalle. Um das Jahr 1726 bekam die Westfassade der Kirche ein neues Aussehen. In den Jahren 1843–1848 wurde sie aufgrund von Bauschäden komplett restauriert; der Architekt George Gilbert Scott kümmerte sich danach noch um das Innere der Kirche., das in den 1990er Jahren erstmals auch als Veranstaltungsraum genutzt wurde.

## Architektur
Die Kirche ist ca. 66 m lang, 20 m breit (im Querhaus 35 m) und erreicht im Mittelschiff eine lichte Höhe von etwa 19 m. In der Außenansicht dominiert der ca. 38 m hohe Vierungsturm den dreischiffigen Kirchenbau. Das im damals aktuellen Perpendicular Style gestaltete Langhaus endet am Querschiff, dahinter schließt ein nur einschiffiger Chor mit Seitenkapellen an. Alle Decken sind aus Holz gefertigt.

## Ausstattung
Die Kirche besitzt zahlreiche Ausstattungsgegenstände aus dem späten Mittelalter und der Neuzeit. Die sogenannte Chantry Door (ca. 1370) im Bereich des Chores ist eine der ältesten erhaltenen Holztüren Englands. Die Altarrückwand (reredos) stammt aus dem Jahr 1885.